# 鬥狗

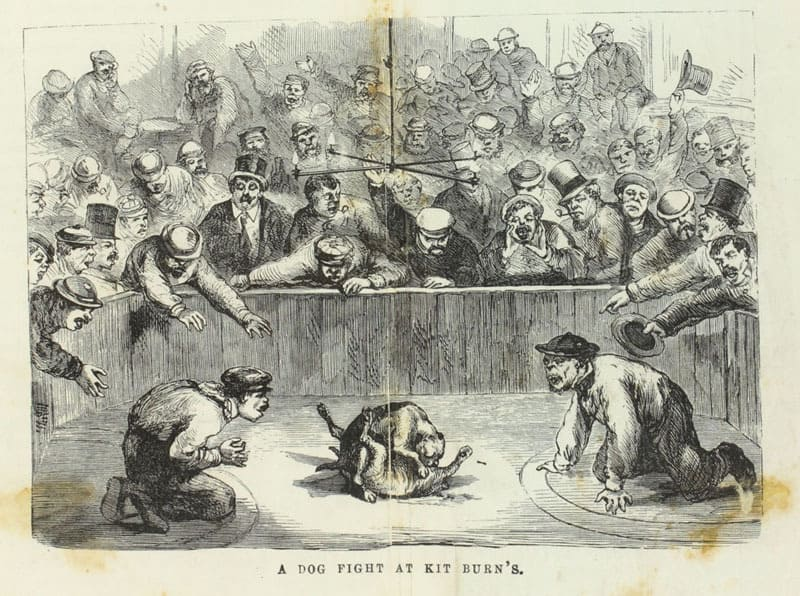
鬥狗

斗狗是一种血腥体育活動，具體過程為兩隻狗面對面決鬥，兩隻狗會以死相搏，最終決出勝負。不過有時候未必會有勝者。一些人會為鬥狗的結局下注，還有一些人會以娛樂為目的觀看鬥狗比賽。大多数国家已经禁止斗狗，不過在某些国家，斗狗仍然是合法的，比如洪都拉斯、日本和阿尔巴尼亚。 在歐洲的許多地區，雖然鬥狗是非法的，但仍然有人在偷偷鬥狗。